# Dichrostachys tenuifolia
Dichrostachys tenuifolia är en ärtväxtart som beskrevs av George Bentham. Dichrostachys tenuifolia ingår i släktet Dichrostachys och familjen ärtväxter. Inga underarter finns listade i Catalogue of Life.